# 新宿北郵便局
新宿北郵便局（しんじゅくきたゆうびんきょく）は東京都新宿区にある郵便局。民営化前の分類では集配普通郵便局であった。

## 概要
住所：〒169-8799 東京都新宿区大久保3-14-8

### 分室
分室はなし。過去に存在した分室は以下のとおり。
- 落合長崎分室 - 1995年（平成7年）に廃止。廃止前は、全国で唯一の集配分室であった。

## 沿革
- 1976年（昭和51年）6月21日 - 新宿北郵便局として、新宿区西大久保四丁目に開局(現在と同位置。1978年住居表示実施)[1]。同日、新宿郵便局より集配業務および落合長崎分室を移管。
- 1989年（平成元年）8月21日 - 新宿郵便局の集配業務再開に伴い〒160〒163地域の集配業務を分離移管。
- 1995年（平成7年）7月31日 - 落合長崎分室を廃止。取扱事務は、新設の落合郵便局に承継。なお分室庁舎は、これも新設の新宿下落合四郵便局の局舎として再利用された。
- 1997年（平成9年）6月23日 - 外国通貨の両替および旅行小切手の売買に関する業務取扱を開始。
- 2007年（平成19年）10月1日 - 民営化に伴い、併設された郵便事業新宿北支店に一部業務を移管。
- 2012年（平成24年）10月1日 - 日本郵便株式会社の発足に伴い、郵便事業新宿北支店を新宿北郵便局に統合。
- 2017年（平成29年）2月6日 - ゆうゆう窓口の24時間営業を廃止。

## 取扱内容
- 郵便、印紙、ゆうパック、内容証明
- 貯金、為替、振替、振込、国際送金、外貨両替、国債、投資信託
- 生命保険、バイク自賠責保険、自動車保険、がん保険、引受条件緩和型医療保険
- ゆうちょ銀行ATM
- 新宿区内の一部地域（〒169-xxxx）の集配業務
- ゆうゆう窓口

## 周辺
- 戸山公園
- 新宿区立新宿スポーツセンター
- 新宿コズミックセンター
- 早稲田大学理工学部
- 学習院女子大学
- 神田川

## アクセス
- 東京メトロ副都心線 西早稲田駅から徒歩約1分
- 東京メトロ東西線 高田馬場駅から徒歩約10分
- 東日本旅客鉄道（JR東日本）山手線、西武新宿線 高田馬場駅から徒歩約15分
- 都営大江戸線 東新宿駅から徒歩約15分
- 都営バス 学習院女子大学前停留所、もしくは都立障害者センター前停留所下車
- 首都高池袋線 早稲田出口から西へ約2km
- 明治通り沿い
- 駐車場あり：3台